# Messincourt
Messincourt is een gemeente in het Franse departement Ardennes (regio Grand Est) en telt 530 inwoners (1999). De plaats maakt deel uit van het arrondissement Sedan.

## Geografie
De oppervlakte van Messincourt bedraagt 8,2 km², de bevolkingsdichtheid is 64,6 inwoners per km².
De onderstaande kaart toont de ligging van Messincourt met de belangrijkste infrastructuur en aangrenzende gemeenten.

## Demografie
Onderstaande figuur toont het verloop van het inwonertal (bron: INSEE-tellingen).

Vanwege een beveiligingsprobleem met de MediaWiki Graph-software is het momenteel niet mogelijk deze grafiek weer te geven. Zodra de software is bijgewerkt zal de grafiek vanzelf weer zichtbaar worden.